# 頹廢理髮所
頹廢理髮所（韓語：퇴폐이발소 / 頹廢理髮所）是一種位於大韓民國的特殊行業。表面為理髮店，實為風俗店，簡稱「頹髮所」（퇴발소 / 頹髮所）。頹廢理髮所多集中在首爾特別市東大門區長安洞長漢坪站，其表面特徵為紅、白、藍的旋轉式燈箱。